# Dźwig (film)
Dźwig – polski film obyczajowy z 1976 roku w reż. Zbigniewa Kuźmińskiego. 

## Opis fabuły
Do szpitala trafia pobity do nieprzytomności suwnicowy z miejscowych zakładów mechanicznych. Kapitan milicji prowadzi w tej sprawie intensywne śledztwo. Nikt nic nie wie, a sam poszkodowany po odzyskaniu przytomności milczy. Tymczasem w zakładach rozpoczyna się uroczystość nadania odznaczeń pracownikom, którzy przez kilka miesięcy, pracując po godzinach wyprodukowali warte miliony wały korbowe do silników okrętowych. Podczas ich oficjalnego odbioru, okazuje się jednak, że cała produkcja to w gruncie rzeczy "szmelc", bowiem zostały one w nieznany sposób uszkodzone i nie spełniają już wysoce precyzyjnych norm. Obecna na uroczystości dziennikarka radiowa odkrywa prawdę – odkryte na wałach rysy powstały na skutek przenoszenia ich dźwigiem za pomocą stalowych lin, a nie konopnych, jak wymagają tego przepisy. Wyznaje jej to stary, doświadczony tokarz, który toczeniu wałów poświęcił wiele nadgodzin i to właśnie on okazuje się być sprawcą pobicia dźwigowego, który swoją bezmyślnością zniweczył pracę robotników.

## Obsada aktorska
- Józef Osławski – dźwigowy Tarsa
- Kazimierz Kaczor – kapitan MO
- Henryk Bąk – tokarz Dyląg
- Elżbieta Dmochowska – dziennikarka radiowa
- Tadeusz Cygler – majster
- Wojciech Duryasz – oficer MO
- Zygmunt Maciejewski – dyrektor zakładów
- Maria Klejdysz – żona Dyląga
- Wojciech Zeidler – lekarz
- Włodzimierz Bednarski – inżynier Fabisiak
- Józef Kalita – robotnik Staszek
- Halina Golanko – barmanka w restauracji
- Zygmunt Listkiewicz – sekretarz odznaczający robotników
- Tomasz Zaliwski – robotnik Frączak
- Stefan Śródka – ojciec Tarsy

i inni.